# Tournay
Tournay é uma comuna francesa na região administrativa de Occitânia, no departamento dos Altos Pirenéus. Estende-se por uma área de 14,32 km². Em 2010 a comuna tinha 1 210 habitantes (densidade: 84,5 hab./km²).